# Zamek Nové Hrady
Zamek Nové Hrady – zamek w czeskich Novych Hradach, w powiecie Czeskie Budziejowice, w kraju południowoczeskim, w pobliżu granicy austriackiej. Stoi na skalistym wzgórzu nad Stropnicą. Zamek został zbudowany w pierwszej połowie XIII wieku. W 2001 uznany został za narodowy zabytek kultury Republiki Czeskiej.

## Odwiedziny
Nowe Hrady były w roku 2011 jednym z jedenastu najczęściej odwiedzanych zabytków w regionie Południowoczeskim, gdy odwiedziło je prawie 24 tysiące osób.
| 2012 rok | 16 183 |
| 2013 rok | 18 079 |
| 2015 rok | 21 621 |
| 2016 rok | 23 373 |
| 2017 rok | 22 348 |